# Anne Holt

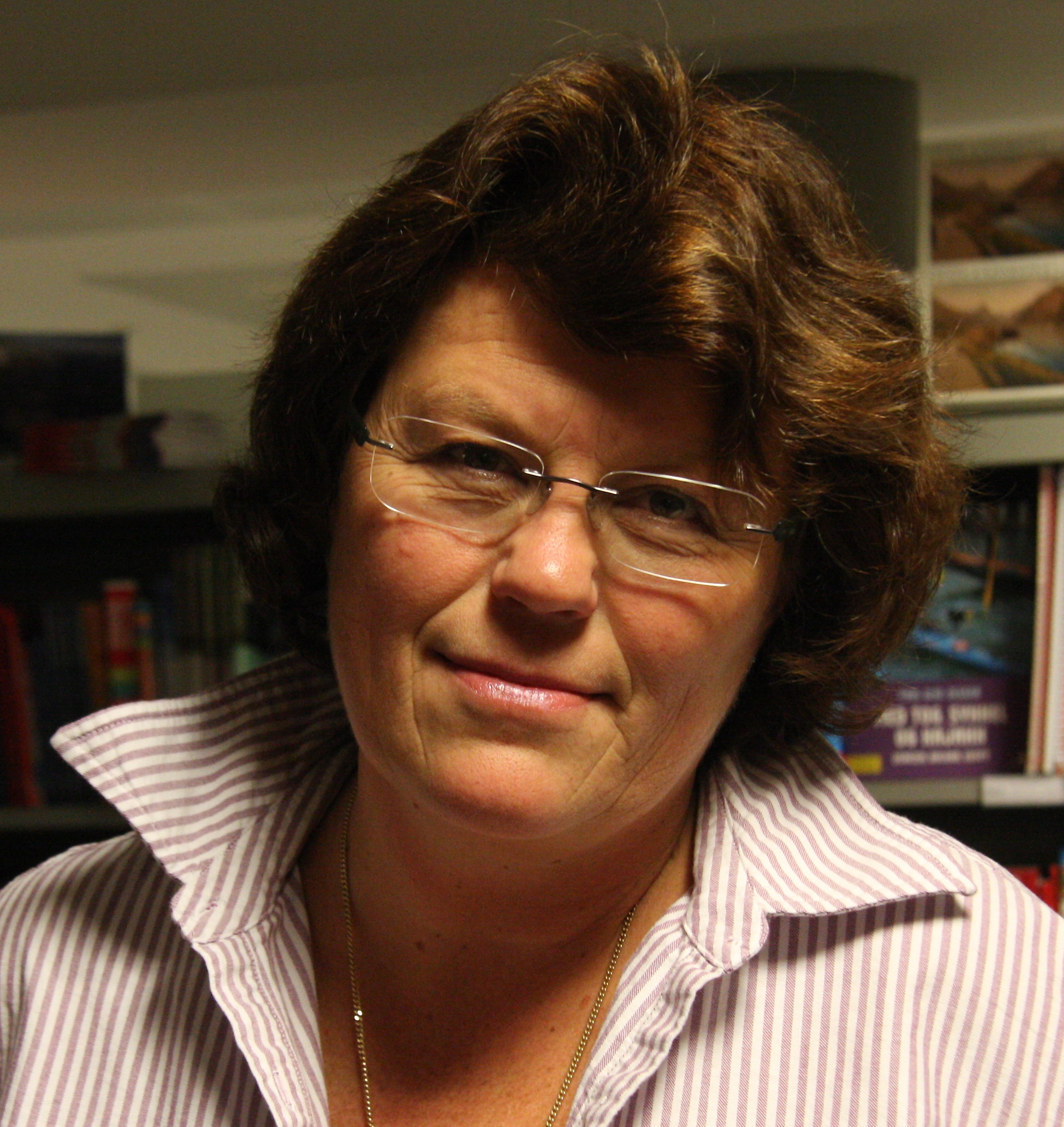
Anne Holt

Anne Holt (Larvik, 16 november 1958) is een Noorse schrijfster en (oud-) politica. Ze was namens Arbeiderpartiet minister van justitie in het eerste kabinet van Thorbjørn Jagland van 1996 tot 1997 maar moest die post opgeven wegens gezondheidsproblemen.

## Biografie
Holt is de dochter van Olav Holt en Tordis Utne Riisøen. Zij groeide op in Tromsø in het uiterste noorden van Noorwegen, waar haar vader rector was van de plaatselijke universiteit. Ze studeerde rechten aan de universiteit van Bergen. Al tijdens haar studie ging ze werken  bij de Noorse omroep, de NRK. In 1990 begon ze als jurist bij de politie in Oslo. Twee jaar later begon ze een eigen praktijk als advocaat in Oslo.

## Politiek
In oktober 1996 vroeg de toenmalige leider van AP Thorbjørn Jagland haar om toe te treden tot zijn kabinet dat hij formeerde na het aftreden van Gro Harlem Brundtland.
Holt accepteerde het aanbod, maar haar politieke carrière eindigde al goed drie maanden later toen gezondheidsproblemen haar dwongen af te treden.

## Schrijfster
Blijvende betekenis heeft Holt als schrijfster. Zij debuteerde in 1993 met Blind Gudinne (in het Nederlands vertaald als Blinde godin).  Haar werk past in het genre van de literaire thriller. In veel van haar boeken is de hoofdpersoon 'Hanne Wilhelmsen', een lesbische rechercheur van de politie in Oslo.  Een andere reeks gaat over inspecteur Yngvar Stubø en psychologe-profiler Inger Johanne Vik. Haar boeken zijn niet alleen spannend, maar zijn ook een uitdrukking van hoe zij tegen de maatschappij aankijkt. Daarbij klinkt haar ervaring als politiejurist en advocaat door in haar werk. Meerdere van haar boeken zijn in het Nederlands vertaald. Een aantal boeken zijn ook verfilmd.

## Privé
Holt heeft sinds 2000 een geregistreerd partnerschap met uitgeefster Tine Kjær. Samen hebben zij een dochter.

## Prijzen
- 1994: Rivertonprisen voor Salige er de som tørster
- 1995: Bokhandlerprisen voor Demonens død
- 2001: Cappelenprisen

- Bibsys: 90704843
- Biblioteca Nacional de España: XX1598394
- Bibliothèque nationale de France: cb12186264h (data)
- Digitale Bibliotheek voor de Nederlandse Letteren: holt080
- Gemeinsame Normdatei: 120462303
- International Standard Name Identifier: 0000 0001 2101 6667
- Library of Congress Control Number: n98006352
- Nationale Bibliotheek van Letland: 000013636
- Bibliotheek van het Japanse parlement: 00616745
- Nationale Bibliotheek van Tsjechië: xx0097569
- Nationale Bibliotheek van Israël: 987007528249705171
- Nationale Bibliotheek van Polen: a0000002250692
- Nederlandse Thesaurus van Auteursnamen: 142331260
- Istituto Centrale per il Catalogo Unico: MILV122038
- LIBRIS: 329449
- Système universitaire de documentation: 052639134
- Virtual International Authority File: 59128005
- WorldCat: E39PBJg8GgVkTXKYCjMJWxmfMP